# CD Projekt Red
CD Projekt Red (zapisywane jako CD PROJEKT RED) – polski producent gier komputerowych, założony w 2002 roku jako spółka zależna CD Projektu (pierwszej spółki o tej nazwie, w późniejszym okresie pod nazwą CDP). Studio należało do holdingu CDP Investment, połączonego później z przedsiębiorstwem Optimus. Siedziba znajdowała się w Warszawie. W ramach późniejszych licznych przekształceń spółki-matki, CD Projekt Red stało się oddziałem prawnie będącym częścią CD Projekt SA (do listopada 2012 CD Projekt Red SA).
Nazwę CD Projekt Red noszą także spółki zagraniczne należące do grupy kapitałowej - amerykański wydawca CD Projekt Red Inc. oraz CD Projekt Red Vancouver Studio Ltd., studio deweloperskie ulokowane w Kanadzie.

## Historia
Od września 2003 zespół odpowiedzialny za tworzenie gier rozpoczął prace nad pierwszym projektem – komputerową grą fabularną Wiedźmin. Po premierze w 2007 roku stała się ona najczęściej kupowaną grą w Polsce. W lutym 2008 CD Projekt kupił większość akcji producenta gier Metropolis Software i ogłosił, że następna gra przedsiębiorstwa zostanie stworzona we współpracy z CD Projekt Red i będzie nosić tytuł They. Jednak prace nad grą zostały wstrzymane, ponieważ przedsiębiorstwo skoncentrowało się na tworzeniu kontynuacji Wiedźmina – Wiedźmin 2: Zabójcy królów, której premiera odbyła się 17 maja 2011. Kolejną produkcją spółki była trzecia i najnowsza część przygód wiedźmina Geralta – Wiedźmin 3: Dziki Gon. Gra została wydana 19 maja 2015 roku. W 2022 roku przedsiębiorstwo postanowiło przekazać milion zł na wsparcie poszkodowanych w wyniku inwazji Rosji na Ukrainę. W marcu tego samego roku poinformowano, że w produkcji znajduje się kolejna gra z cyklu Wiedźmin.
W 2023 w spółce powstał pierwszy w polskim sektorze produkcji gier komputerowych związek zawodowy.

## Gry

### Wydane
- Wiedźmin – gra wydana 26 października 2007[8].
- Wiedźmin: Versus – gra online działająca w przeglądarce internetowej, dostępna także w wersji dla telefonów iPhone[9].
- Wiedźmin 2: Zabójcy królów – premiera na system Microsoft Windows 17 maja 2011[10], 17 kwietnia 2012 na konsolę Xbox 360, 18 listopada 2012 na system macOS.
- Wiedźmin 3: Dziki Gon – wydano 19 maja 2015 na platformy PC, Xbox One, PlayStation 4 oraz 15 października 2019 na Nintendo Switch[11].
  - Serca z kamienia – pierwszy dodatek do gry wydany w październiku 2015[12].
  - Krew i wino – drugi dodatek wydany 31 maja 2016[13].
- Wiedźmin: Gra przygodowa – cyfrowa gra planszowa na platformy PC i macOS[14].
- Gwint: Wiedźmińska gra karciana – rozbudowana, samodzielna wersja gry karcianej, pierwotnie będącej minigrą w grze Wiedźmin 3: Dziki Gon, w której umożliwiono prowadzenie rozgrywek sieciowych z innymi graczami. Od 15 października 2016 w fazie zamkniętych betatestów[15], a od 24 maja 2017 w otwartej becie[16].
- Wojna Krwi: Wiedźmińskie opowieści – połączenie komputerowej gry fabularnej i gry karcianej; gra została wydana 23 października 2018[17].

- Cyberpunk 2077 – fabularna gra akcji zapowiedziana w 2012 roku, oparta na serii gier fabularnych Cyberpunk. Cyberpunk 2077 osadzony jest w futurystycznym świecie, w którym nowoczesna technologia koegzystuje ze zdegenerowanym społeczeństwem. Według zapowiedzi autorów ma to być dojrzały, ambitny tytuł, w którym rozwój postaci jest silnie związany z fabułą o nielinearnej historii oraz różnymi klasami bohaterów[18][19]. Gra miała swoją oficjalną premierę 10 grudnia 2020 roku. W maju 2022 zapowiedziano premierę serialu anime opartego na grze, pt. Cyberpunk: Edgerunners[20].

### Projekty wstrzymane i anulowane
- They – prace nad grą zostały zawieszone w 2009 roku[21].
- Wiedźmin: Powrót Białego Wilka – planowana konwersja pierwszej części Wiedźmina na konsole Xbox 360 i PlayStation 3; projekt został anulowany[22].